# یارا فان کرخوف
یارا فان کرخوف (انگلیسی: Yara van Kerkhof؛ زادهٔ ۳۱ مهٔ ۱۹۹۰) اسکیت‌باز سرعت اهل پادشاهی هلند است.